# Subaru Corporation
Subaru Corporation (tidligere Fuji Heavy Industries Ltd. (FHI), japansk: 富士重工業株式会社, Fuji Jūkōgyō Kabushiki gaisha), listet på Nikkei 225, er en af de største japanske producenter af transportmidler, som bl.a. ejer bilproducenten Subaru og flyproducenten Nakajima Hikōki, og som blev grundlagt 15. juli 1953.
Udover biler af mærket Subaru fremstiller firmaet også lokomotiver, busser og fly, bl.a. under navnet "Fuji Aero Subaru", og bygger også den japanske rumfærge Hope X. Den japanske knallert Rabbit fremstilles også af Subaru Corporation.
Toyota har siden april 2008 ejet 16,5% af firmaet.